# Asilus pusio
Asilus pusio là một loài ruồi trong họ Asilidae. Asilus pusio được Wiedemann miêu tả năm 1819. Loài này phân bố ở miền Ấn Độ - Mã Lai.